# Garhi-Malhara
Garhi-Malhara là một thị xã và là một nagar panchayat của quận Chhatarpur thuộc bang Madhya Pradesh, Ấn Độ.

## Nhân khẩu
Theo điều tra dân số năm 2001 của Ấn Độ, Garhi-Malhara có dân số 12.962 người. Phái nam chiếm 53% tổng số dân và phái nữ chiếm 47%. Garhi-Malhara có tỷ lệ 53% biết đọc biết viết, thấp hơn tỷ lệ trung bình toàn quốc là 59,5%: tỷ lệ cho phái nam là 61%, và tỷ lệ cho phái nữ là 45%. Tại Garhi-Malhara, 16% dân số nhỏ hơn 6 tuổi.